# (2218) Wotho
(2218) Wotho est un astéroïde de la ceinture principale.

## Description
(2218) Wotho est un astéroïde de la ceinture principale. Il fut découvert le 10 janvier 1975 à l'observatoire Zimmerwald par Paul Wild. Il présente une orbite caractérisée par un demi-grand axe de 3,04 UA, une excentricité de 0,16 et une inclinaison de 14,9° par rapport à l'écliptique.

## Compléments